# Kahrius
Forlaget Kahrius er et bogforlag hovedsageligt med selvudgivelser.
Det juridiske navn er: kahrius.dk Forlagsaktieselskab CVR 21578894
Direktør: Torben Kahr
Forlaget er beliggende i Them 10 km syd for Silkeborg.
Forlaget har udgivet bøger siden 1974.
Af forfattere kan nævnes: Grethe Krogh, Piet van Deurs, Jørgen E. Petersen, Eske Holm og Olaf Nielsen